# Mietlica rozłogowa
Mietlica rozłogowa (Agrostis stolonifera L.) – gatunek rośliny z rodziny wiechlinowatych. Jako gatunek rodzimy rośnie w Eurazji i północnej Afryce. Ponadto zawleczony do Ameryki i Australii. W Polsce jest pospolita w całym kraju.

## Morfologia

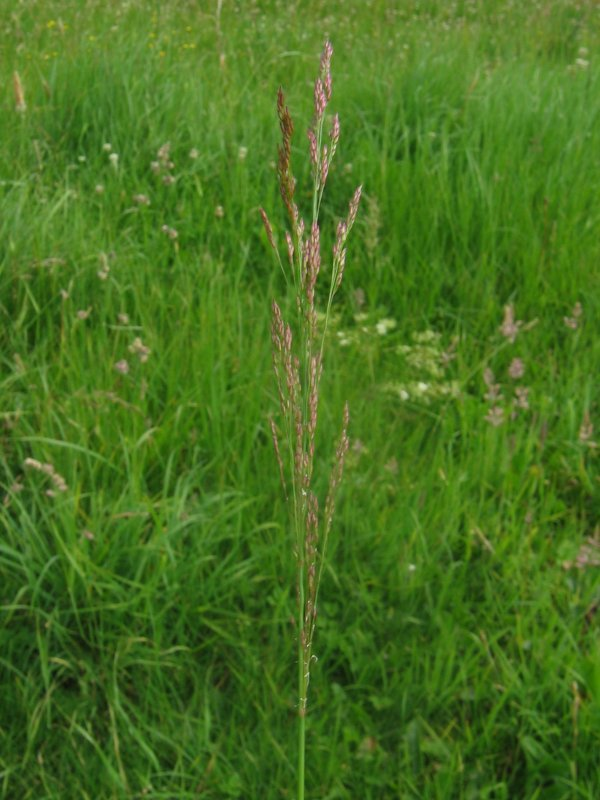
Kwiatostan

ŁodygaŹdźbła o wysokości 20–80 cm, rozgałęzione, pokładające się i zakorzeniające w kolankach.
LiściePłaskie, o szerokości 2–6 mm i długości do 10 cm, rowkowane, szarozielone, szorstkie. Języczek liściowy o długości 2–4 mm, zwykle zaostrzony. Pochwy liściowe otwarte i gładkie.
KwiatyZebrane w kwiatostan w postaci wiechy o długości 5–10 cm. W czasie kwitnienia wiecha jest słabo rozpierzchła, po kwitnieniu ścieśniona. Kłoski o długości 2–3 mm, jednokwiatowe, bezostne, o odcieniu fioletowym. Plewy błoniaste, zaostrzone i dłuższe od kłoska. Górna plewka obecna i o połowę krótsza od dolnej.

## Biologia i ekologia
Wieloletnia trawa kępkowa, kwitnie od czerwca do sierpnia, zasiedla gleby średniożyzne: brzegi wód, mokre łąki i pastwiska. Jest gatunkiem charakterystycznym muraw zalewowych ze związku Agropyro-Rumicion crispi.